# 舒尔岑多夫
舒尔岑多夫（德語：Schulzendorf）是德国勃兰登堡州的市镇，隶属于达默-施普雷瓦尔德县。总面积为9.1平方千米，截至2023年12月31日总人口为9,665人。